# الخطوط الجوية الكوبية الرحلة 493
طائرة رحلة رقم 493 من نوع DC-4 التابعة للخطوط الكوبية رقم التسجيل هو (CU-T188)، كانت برحلة من ميامي بفلوريدا إلى هافانا في كوبا، تاريخ 25 أبريل 1951. والطائرة الأخرى فهي من نوع (Beechcraft Model 18) تابعة لبحرية الولايات المتحدة، فكانت برحلة تدريبية بالقرب من القاعدة البحرية الموجودة في كي وست بولاية فلوريدا. فاصطدمت الطائرتان ببعضهما البعض مما أدى لمقتل جميع الركاب وعددهم 43.
أقلعت طائرة تلك الرحلة من ميامي الساعة 11:09 صباحا، وكان الجو ساطعا مما مكن الطائرة من الوصول إلى ارتفاع 4,000 قدم متجهة مباشرة إلى كي ويست. وبعدها بعشر دقائق أقلعت طائرة التدريب العسكرية من قاعدتها الجوية الموجودة بكي ويست وكانت بمهمة تدريب على طيران تشبيهي لعمل الأجهزة الدقيقة الموحودة بها. وفي الساعة 11:49 ارتطمت الطائرة المدنية المتجهة جنوبا بطائرة التدريب المتجهة غربا فوق كي ويست وعلى ارتفاع 4,000 قدم. واندفعت الطائرة المدنية المحملة ب34 راكب و5 من الطاقم إلى المحيط على بعد 1.7 ميل جنوب غرب نقطة الاصطدام وبسرعة قدرها الشهود ب 600 ميل بالساعة وهوت إلى عمق 20 قدم تحت الماء. أما طائرة التدريب فقد تناثرت أشلاء مع طاقمها المكون من 4 أشخاص وسقطت إلى مسافة ميلين غرب المطار.
تدفقت قوارب النجاة إلى موقع السقوط بسرعة، وتم انتشال الجثث من الطائرة العسكرية بعد الحادث بعشر دقائق، بينما تم انتشال الجثث من الطائرة المدنية بعدها بخمس دقائق. وقد توقفت عمليات الغوص مؤقتا قبيل الظلام وبدأ العمل برفع الحطام إلى السطح. فظهر المحرك أولا ثم بدن الطائرة الذي ظل يتقلب فوق الماء كالكرة، وحتى الساعة 11 مساء انتشل الغواصون التابعون للبحرية 19 جثة من الحطام القابع تحت البحر
بدأت التحقيقات بعد الحادث مباشرة عن طريق مجلس التحقيق من البحرية. وكذلك المحققون من هيئة الطيران المدني. وقال المحققون التابعون لهيئة الطيران بأن لايوجد أي عطل ميكانيكي لأي من الطائرتين. وكليهما يعملان تحت قوانين الطيران المرئي، حيث كان الجو صحوا وهادئا في تلك الساعة. إنما السبب الرئيسي كان قلة الحذر وعدم الانتباه لكلا الطاقمين الطائرين، وكان من المفروض أن يركزا ببصرهم على حركة المرور وتجنب أي طائرة تكون بالقرب. لذا فقد طالب المحققون بإعادة النظر في إجراءات السلامة لمراقبة الحركة الجوية.

## وصلات خارجية ومصادر
1. ↑  "The New York Times," April 26, 1951

- " Civil Aeronautics Board Aircraft Accident Report on the collision from the Department of Transport's Special Collections